# Zygmunt Kalinowski
Zygmunt Kalinowski  est un footballeur polonais né le 2 mai 1949 à Laski. Il évoluait au poste de gardien de but.

## Biographie

### En club
Au cours de sa carrière en club, il dispute un total de 263 matchs en première division polonaise.
Il joue également un match en Coupe d'Europe des clubs champions avec le Legia Varsovie, et deux autres matchs dans cette même compétition avec le Śląsk Wrocław.

### En équipe nationale
International polonais, il reçoit quatre sélections en équipe de Pologne en 1973 et 1974.
Il joue son premier match en équipe nationale le 10 octobre 1973 contre les Pays-Bas.
Il fait partie du groupe polonais qui se classe troisième de la Coupe du monde 1974. Il ne joue toutefois aucun match lors de la compétition. 
Son dernier match a lieu contre la Grèce le 15 mai 1974.

## Carrière
- 1968-1970 :  Legia Varsovie
- 1970-1979 :  Śląsk Wrocław
- 1979-1981 :  Motor Lublin
- 1981-1982 :  Polonia Sydney
- 1982-1987 :  Motor Lublin
- 1987-1988 :  Stal Kraśnik
- 1988 :  North York Rockets

## Palmarès
Avec le Śląsk Wrocław :
- Champion de Pologne en 1977
- Vainqueur de la Coupe de Pologne en 1976